# Листопад

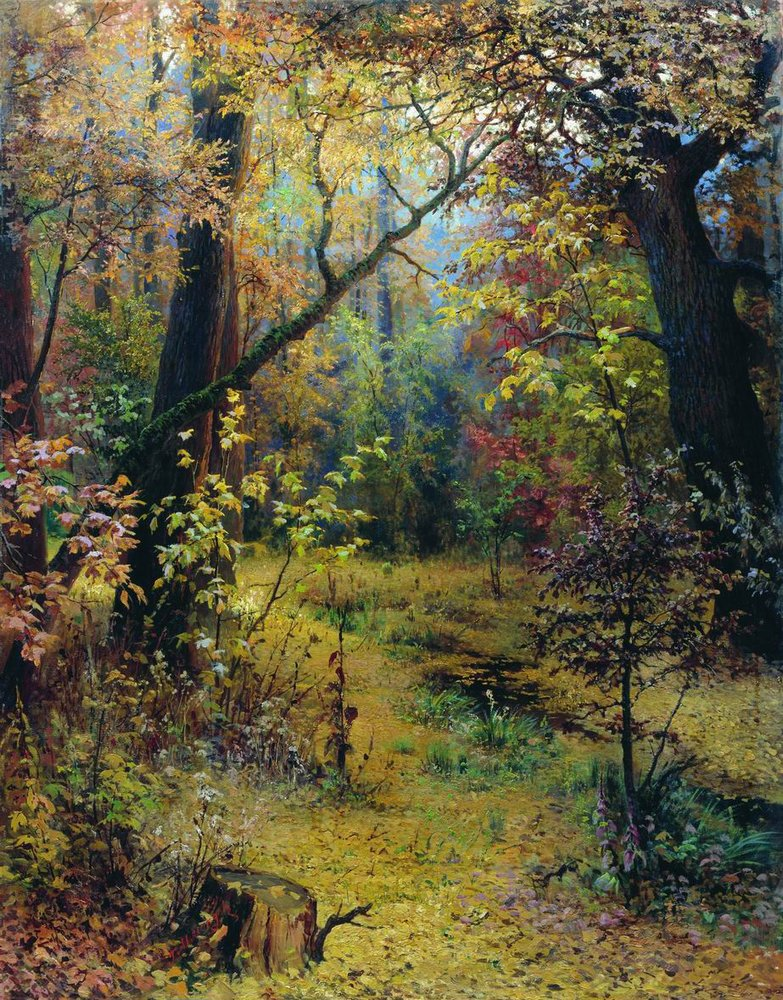
Г. Г. Мясоедов. Осеннее утро. 1893. Холст, масло. 88×70 см. Государственная Третьяковская галерея, Москва

Листопа́д — биологический процесс сбрасывания листвы растениями.

## Причины листопада
В условиях умеренного климата зимой многим растениям не хватает воды. Вода в замёрзшем грунте находится в состоянии льда и не может проникать в клетки корней. В то же время испарение с поверхности листьев не прекращается (хотя оно, естественно, снижается, так как зависит от температуры воздуха). Если бы деревья и кустарники, а также и некоторые травянистые растения не сбрасывали листву, они бы засыхали.
В субтропической зоне наблюдается похожее явление. Причиной является ежегодная засуха.
В районах с холодным климатом листопад отсутствует, так как в таких условиях листопадные деревья не могут существовать, а могут существовать (до определённого предела) только хвойные деревья. Сброс хвои же идёт медленно и постепенно (за исключением лиственниц).
Хвойные растения, например, ель и сосна, намного лучше переносят сухие периоды, поэтому они в умеренных зонах вечнозелёные. Количество воды, которое испаряется лиственными породами, в 6—10 раз превышает количество воды, испаряемой хвойными. Это, с одной стороны, связано с меньшей поверхностью испарения, с другой, — с различиями в строении.
Берёза в пересчёте на 100 г листьев за лето испаряет около 80 литров воды, для сосны эта величина составляет около 9 литров.
Лиственница занимает промежуточное место между лиственными и хвойными породами.
Второй причиной сбрасывания листьев является защита от механических повреждений в зимний период от массы прилипшего снега.
Кроме этого, листопад очищает организм растений от вредных веществ. Учёные установили, что листья осенью содержат намного больше минеральных веществ, чем весной и летом. Это объясняет то обстоятельство, что в тропической зоне с однородным в течение всего года климатом листопад всё же существует. Там он происходит не в короткие сроки, а распределяется на весь год, и поэтому менее заметен.
Сроки сезонного листопада в разных широтах разные. На широте средней полосы России процесс активного сбрасывания листьев растениями начинается во второй половине сентября и завершается в основном к середине октября.
В опавших листьях сохраняются бесцветные целлюлоза и лигнин, но хлорофилл, создающий зелёную окраску, распадается и листья окрашиваются в жёлтый, красный, оранжевый цвета благодаря пигментам антоцианам и каротиноидам. Они содержат ценные для растений питательные вещества.